# Tendayi Darikwa
Tendayi Darikwa (Nottingham, 13 de diciembre de 1991) es un futbolista británico-zimbabuense que juega de defensa en el Lincoln City F. C. de la League One. Es internacional con la selección de fútbol de Zimbabue.

## Selección nacional
Darikwa es internacional con la selección de fútbol de Zimbabue desde 2017, cuando debutó el 8 de noviembre en un amistoso frente a la selección de fútbol de Lesoto.

## Clubes
| Club                           | País       | Año       |
| ------------------------------ | ---------- | --------- |
| Chesterfield F. C.             | Inglaterra | 2010-2015 |
| Barrow A. F. C. (cedido)       | Inglaterra | 2010      |
| Hinckley United F. C. (cedido) | Inglaterra | 2012      |
| Burnley F. C.                  | Inglaterra | 2015-2017 |
| Nottingham Forest F. C.        | Inglaterra | 2017-2021 |
| Wigan Athletic F. C.           | Inglaterra | 2021-2023 |
| Apollon Limassol               | Chipre     | 2023-2024 |
| Lincoln City F. C.             | Inglaterra | 2024-     |

## Palmarés

### Títulos nacionales
| Título  | Club               | País       | Año  |
| ------- | ------------------ | ---------- | ---- |
| EFL Two | Chesterfield F. C. | Inglaterra | 2014 |